# Bojan Radew

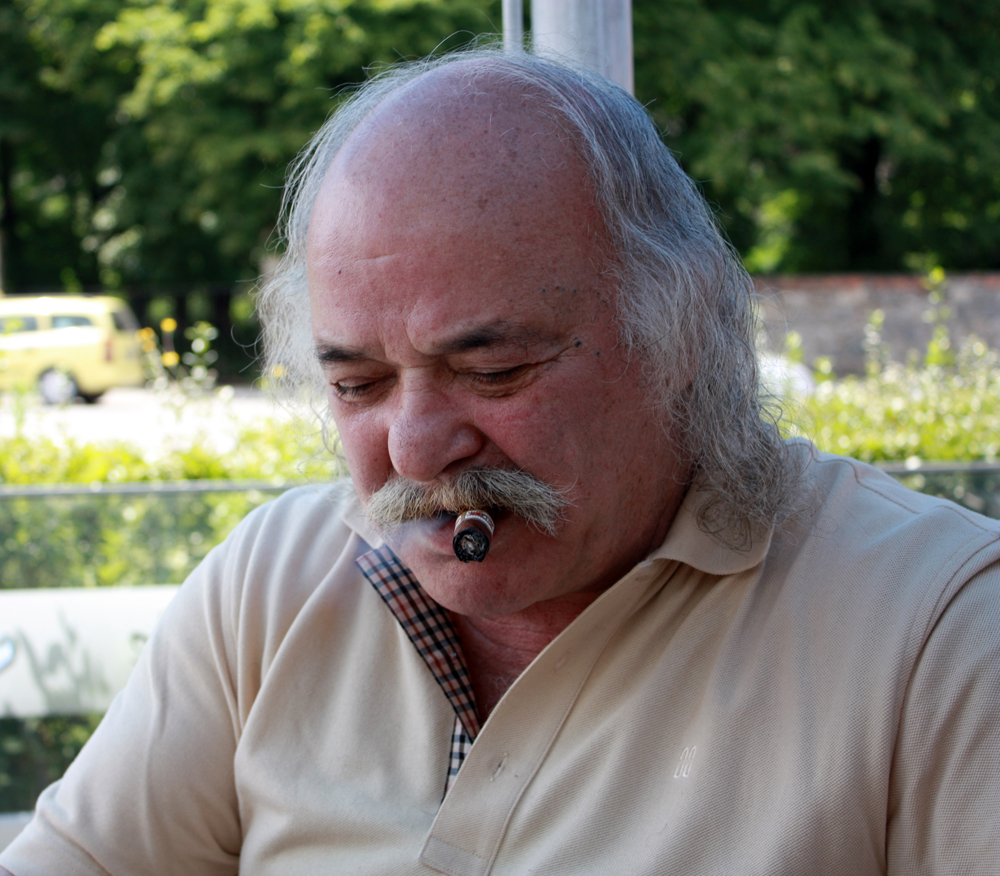
Bojan Radew

Bojan Alexandrow Radew (bulgarisch Боян Радев; * 25. Februar 1942 in Moschino, Oblast Pernik) ist ein ehemaliger bulgarischer Ringer und Kunstmäzen.

## Werdegang
Bojan Radew wurde als Jugendlicher beim Schulsport entdeckt, als Talentsucher des bulgarischen Ringerverbandes auf seine Stärke und sein ausgeprägtes Bewegungsgefühl aufmerksam wurden. Mit 20 Jahren wog der 1,76 m große Athlet ca. 97 kg und war reif für internationale Einsätze. Er war damals Angehöriger von Levski Spartak Sofia, sein Trainer war Slawo Slawow. Er rang ausschließlich im griechisch-römischen Stil. Als Armeeangehöriger war er vom normalen Dienst freigestellt und konnte sich voll dem Ringen widmen.
Bei der ersten Weltmeisterschaft, an der er teilnahm, belegte er in Toledo/USA einen hervorragenden zweiten Platz im Schwergewicht. Lediglich der georgische Routinier Rostom Abaschidse verhinderte durch ein Unentschieden und ein etwas besseres Punkteverhältnis aus den Vorkämpfen den Sieg Bojans.
1963 lief es nicht ganz so gut, denn der Schwede Per Svensson besiegte ihn. Damit musste Bojan Radew mit dem fünften Platz vorliebnehmen.
1964 und 1968 waren dann seine großen Jahre. Er wurde in beiden Jahren Olympiasieger. 1964 in Tokio und 1968 in Mexiko-Stadt. Besonders bemerkenswert war die Tatsache, dass er 1968 vor Nikolai Jakowenko, dem sowjetischen Meisterringer, gewann.
1965 kam er wegen zweier Unentschieden gegen Ferenc Kiss aus Ungarn und Waleri Anissimow aus der UdSSR erneut nur auf den fünften Platz.
1966 und 1967 gelangen ihm aber wieder hervorragende Ergebnisse. 1966 wurde er Weltmeister, wobei ihm diesmal zwei Unentschieden in den entscheidenden Kämpfen gegen Anissimow und Nicolae Martinescu aus Rumänien, zum Titelgewinn reichten. 1967 dagegen scheiterte er an Martinescu und Jakowenko und wurde Vizeweltmeister.
Nach seiner Laufbahn als aktiver Ringer wurde Bojan Radew Trainer. Für seine Verdienste um den Ringersport wurde er im September 2009 in die FILA International Wrestling Hall of Fame aufgenommen.

## Internationale Erfolge
(OS = Olympische Spiele, WM = Weltmeisterschaft, EM = Europameisterschaft, GR = griech.-röm. Stil, Hs = Halbschwergewicht)
- 1962, 2. Platz, WM in Toledo/USA, GR, Hs, mit Siegen über Rune Jansson, Schweden, William Pit Lovell, USA, Nicolae Martinescu, Rumänien und einem Unentschieden gegen Rostom Abaschidse, UdSSR;
- 1963, 5. Platz, WM in Helsingborg, Gr, Hs, mit Siegen über Egil Knudsen, Norwegen, Johann Meilhammer, BRD, einem Unentschieden gegen Hamit Kaplan, Türkei und einer Niederlage gegen Per Svensson, Schweden;
- 1964, Goldmedaille, OS in Tokio, GR, Hs, mit Siegen über Kang Doo-Man, Korea, Lovell, Martinescu, Giyasettin Yilmaz, Türkei und Aimo Mäenpää, Finnland;
- 1965, 5. Platz, WM in Tampere, GR, Hs, mit Siegen über Peter Jutzeler, Schweiz, Martinescu, Gürbüz Lü, Türkei und Unentschieden gegen Ferenc Kiss, Ungarn und Waleri Anissimow, UdSSR;
- 1966, 1. Platz, WM in Toledo/USA, GR, Hs, mit Siegen über Noburo Aihara, Japan, Czesław Kwieciński, Polen, Moslem Eskandar Filabi, Iran und Unentschieden gegen Martinescu und Anisimow;
- 1967, 2. Platz, WM in Bukarest, GR, Hs, mit Siegen über Omar Topuz, Türkei, Heinz Kiehl, BRD, Kwieciński, Per Svensson und Unentschieden gegen Martinescu und Nikolai Jakowenko, UdSSR;
- 1968, 2. Platz, EM in Västerås, GR, Hs, mit Siegen über Caj Malmberg, Finnland, Jürgen Klinge, DDR, Tore Hem, Norwegen, Heinz Kiehl, einem Unentschieden gegen Per Svensson und einer Niederlage gegen Ferenc Kiss;
- 1968, Goldmedaille, OS in Mexiko-Stadt, GR, hs, mit Siegen über Henk Schenk, USA, Peter Jutzeler, Gürbüz Lü, Türkei, Martinescu, Tore Hem, Norwegen und einem Unentschieden gegen Nikolai Jakowenko